# Jason Shiga
Compléments
http://www.shigabooks.com
https://zarfhome.com/meanwhile/
Jason Shiga est un auteur de bande dessinée américain d'origine asiatique qui intègre des énigmes, des mystères et des techniques narratives non conventionnelles dans son travail.
Jason Shiga est auteur de Bookhunter (2008), Fleep (2008) et Meanwhile (2012).

## Biographie

### Début de sa vie
Jason Shiga est né en 1976 à Oakland, en Californie. Son père, Seiji Shiga, fut un animateur qui a travaillé, en 1964, sur le Rankin-Bass production, le petit renne au nez rouge. Shiga étudie les mathématiques pures à l'Université de Californie à Berkeley, où il est diplômé en Sciences et Mathématiques fondamentales en 1998.

### Carrière
Shiga est crédité en tant que «spécialiste Maze» pour le numéro 18 (hiver 2005/2006) de la revue littéraire trimestrielle McSweeney, qui dispose d'un labyrinthe résolu sur la première de couverture et d'un labyrinthe non résolu sur la quatrième de couverture.
Il a créé Meanwhile, adaptation en jeu vidéo de sa bande dessinée Vanille ou chocolat ? Un livre, 3856 histoires possibles. Shiga a également élaboré et rédigé plusieurs bandes dessinées pour Nickelodeon Magazine.
Shiga fait une brève apparition dans la bande dessinée Derek Kirk Kim[réf. nécessaire].

## Publications

### Livres
- Double Happiness, Shigabooks, 2000
- Fleep, Sparkplug Comics, 2002
- Bookhunter, Sparkplug Comics, 2007
- Meanwhile, Amulet Books, 2010
- Empire State: A Love Story (or Not), Abrams ComicArts, 2011
- Demon, First Second, 4 volumes, 2016-2017

#### Livres traduits en français
- Fleep (trad. de l'anglais), Paris, Cambourakis, 2008, 44 p. (ISBN 978-2-916589-26-8)
- Bookhunter (trad. de l'anglais), Paris, Cambourakis, 2011, 147 p. (ISBN 978-2-916589-80-0)
- Vanille ou chocolat ? : un livre, 3856 histoires possibles [« Meanwhile »] (trad. de l'anglais), Paris, Cambourakis, 2012, 80 p. (ISBN 978-2-916589-96-1)
- Demon, Cambourakis, 2016-2018, 4 volumes
- Empire State, Une histoire d'amour (ou pas) [« Empire State: A love story (or not) »], Paris, Cambourakis, 2020, 144 p. (ISBN 978-2-36624-523-3)
- Léviathan [« Adventuregame Comics: Leviathan »], Paris, Cambourakis, 2022, 144 p. (ISBN 978-2-36624-685-8)

### Mini-Comics auto-publiés
- Phillip's Head, 1997
- The Adventures of Doorknob Bob, 1997
- Mortimer Mouse, 1997
- The Family Circus (parody), 1997
- The Last Supper, 1997
- Grave of the Crickets, 1998
- The Bum's Rush, 1998
- The Date, 1999
- Meanwhile…, 2001
- Hello World, 2003
- Bus Stop, 2004

## Prix
- 1999 : Lauréat Xeric : Double Happiness
- 2003 :
  - Prix Eisner du talent méritant une plus grande reconnaissance pour Fleep et Absence of Ink[1]
  - Prix Ignatz de la meilleure histoire pour Fleep[1]
- 2007 : Prix BD Stumptown du meilleur scénario pour Bookhunter
- 2014 : Prix Ignatz de la meilleure série pour Demon
- 2017 : Prix Eisner du meilleur recueil pour Demon